# 50 Cent

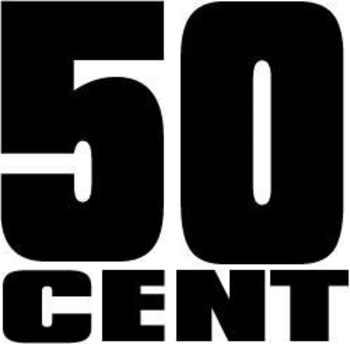
Старий логотип виконавця

Кертіс Джеймс Джексон III (англ. Curtis James Jackson III; нар. 6 липня 1975, Квінз, Нью-Йорк, США), більш відомий під псевдонімом 50 Cent (укр. Фіфті Сент) — американський репер, актор, підприємець. Відомий своїм вагомим впливом на індустрію хіп-хопу.
50 Cent продав понад 30 мільйонів альбомів по всьому світу та отримав кілька нагород, включаючи премію Греммі, тринадцять музичних нагород Billboard, шість нагород World Music Awards, три нагороди American Music Awards і чотири нагороди BET. Як актор Джексон з'явився в напівавтобіографічному фільмі «Розбагатій або помри» (2005), військовому фільмі «Дім хоробрих» (2006) і кримінальному трилері «Право на вбивство» (2008). 50 Cent був визнаний шостим найкращим артистом 2000-х і третім найкращим репером (після Емінема та Неллі) за версією Billboard. Rolling Stone поставив Get Rich or Die Tryin' і «In da Club» у своїх списках «100 найкращих альбомів 2000-х» і «100 найкращих пісень 2000-х» на 37 і 13 місця відповідно.

## Ранні роки
Кертіс народився й виріс у бідному кварталі Квінзу в Нью-Йорці. Його виховувала лише матір, Сабріна, яка народила його у віці 15 років і торгувала креком. За словами Кертіса, вона була лесбійкою. Зокрема це згадується у рядку «Coming up I was confused, my momma kissing a girl» з «Hate It or Love It» за участі The Game.
У 1983 Сабріні підсипали снодійне у випивку, зачинили всі вікна, ввімкнули газ і залишили помирати у своїй квартирі. Їй було 23, сину — 8. Після трагедії Джексон переїхав до будинку батьків матері, де також мешкали 8 тіток з дядьками. 50 Cent згадує: «Моя бабуся казала мені 'Твоя мати не прийде додому. Вона не повернеться, щоб забрати тебе. Зараз ти повинен залишитися з нами'. Саме тоді я почав потроху пристосовуватися до вулиць».
В 11 років Джексон почав боксувати. Наступного року він став міняйлом грошей. У цей час він почав приносити зброю й гроші від продажу наркотиків до школи. Через 2 роки сусід відкрив боксерський зал для місцевої молоді: «Коли я не марнував час у школі, я боксував у залі чи торгував креком на вулиці». У середині 1980-х Джексон взяв участь в юнацьких Олімпійських іграх як боксер-любитель: «На ринзі у мене був дух суперництва, теж саме й у хіп-хопі… Я думаю, репери відчувають себе боксерами — ніби вони чемпіони».
У 16 його схопили завдяки металошукачам у середній школі Ендрю-Джексон. Пізніше Кертіс заявив, як йому було соромно за подальший арешт і зізнання бабусі про продаж наркотиків. Після виходу з виправного навчального табору він взяв псевдонім «50 Cent» на честь Кельвіна Мартіна, бруклінського грабіжника з цим прізвиськом. На думку Кертіса: «Ім'я говорить усе, що я хочу цим сказати. Я така ж людина як і 50 Cent. Я забезпечую себе будь-якими засобами».

## Музична кар'єра

### 1996—1999
У 1996, у віці 21 року, 50 Cent почав читати реп у підвалі друга. Він записував пісні на інструментали, використовуючи програвач платівок. Інший друг познайомив Кертіса з Jam Master Jay, засновником JMJ Records. Той навчив його писати приспіви й гуки, структурувати пісні та робити записи. Перша офіційна поява Кертіса: пісня «React» гурту Onyx зі студійного альбому Shut 'Em Down (1998). Джей також спродюсував його перший альбом, який ніколи не видали. Фіфті був учасником андеґраунд реп-гурту 134 Allstars.
У 1999 після того, як 50 Cent закінчив співпрацю з Jam Master Jay, «платинові» продюсери Trackmasters підписують його на Columbia Records. У студії в Апстейт Нью-Йорці репер за два тижні записує 36 пісень, 18 з яких потрапили до його офіційно невиданої платівки Power of the Dollar (2000). Разом з Bang 'Em Smurf репер заснував наразі зниклий Hollow Point Entertainment.
Популярність Джексона почала зростати після контроверсійного синглу «How to Rob», котрий було написано за півгодини, поки репер їхав в автівці на студію. У треці він комічно розповідає про пограбування відомих артистів. Виконавець пояснив причину такого змісту: «На цьому лейблі сотня артистів, ви маєте виокремити себе від них і стати особливим». Репери Jay-Z, Kurupt, Sticky Fingaz, Big Pun, DMX, Вайклеф Жан і гурт Wu-Tang Clan відповіли на пісню, Nas сприйняв її позитивно й запросив 50 Cent у промо-тур на підтримку свого четвертого студійного альбому Nastradamus. «How to Rob» мала вийти одночасно з «Thug Love» за участі Destiny's Child, але за два дні до зйомок кліпу на останню у Кертіса стріляли, його помістили до лікарні.

### 2000—2001: Стрілянина
24 травня 2000 Кертіс, виходячи з будинку своєї бабусі у Південній Ямайці, став жертвою збройного нападу. Ймовірний злочинець: Дерріл «Hommo» Баум. Репер наближався до авто друга, котрий попрохав, щоб він повернувся додому взяти коштовності.
У цей час його син був у будинку, а бабуся — у передньому дворі. Коли Фіфті повернувся до машини й сів ззаду, інше авто зупинилося неподалік. Нападник підійшов з лівого боку від Джексона з 9 мм пістолетом і зробив 9 пострілів з близької відстані. Поранення: кисті руки (куля пройшла крізь великий палець правої руки до мізинця), руки, стегна, обох ніг, грудей, обличчя (ліва щока).
Через поранення обличчя у нього розпух язик, Кертіс втратив зуб мудрості, це призвело до дещо невиразної вимови слів. Фіфті залишив шматок кулі в язиці, позаяк виймання могло пошкодити нерви та смакові рецептори. Його друга також поранили в руку. Їх відвезли до лікарні, де Джексон провів 13 днів.
Баума вбили 3 тижні потому. Він був близьким приятелем і охоронцем Майка Тайсона.
50 Cent пізніше відгукнувся про цей інцидент: «Це трапилося дуже швидко, я не мав жодного шансу вистрілити у відповідь… Я був наляканий увесь час… Я дивився у дзеркало заднього огляду 'Дідько, хтось вистрілив мені в обличчя! Пече, пече, пече'». В автобіографії «From Pieces to Weight: Once Upon a Time in Southside Queens» 50 Cent написав: «Після того, як у мене вистрілили з близької відстані 9 разів і я не помер, я почав замислюватися про свою мету в житті… Можливо, лише кілька сантиметрів у іншому напрямку — я б загинув».
Перші чотири місяці 50 Cent пересувався за допомогою ходунків, через 5 місяців він повністю одужав. Після виходу з лікарні він разом з сином і тодішньою дівчиною переїхав до гір Поконо. Режим тренування допоміг йому наростити м'язи. Columbia Records, дізнавшись про інцидент, розірвали контракт. Через «Ghetto Qu'ran (Forgive Me)» музична індустрія занесла Фіфті до чорного списку. Не маючи змоги знайти студію в США репер поїхав до Канади. Разом зі своїм діловим партнером Ша Мані XL він записав більше 30 пісень для мікстейпів, щоб створити собі репутацію.
A&R Shady Records Марк ЛаБелль заявив в інтерв'ю HitQuarters, що Джексон використовував стратегію з мікстейпами на свою користь: «Він узяв усі найкращі біти від кожного артиста й додав до них ліпші гуки. Потім вони потрапили на ринок мікстейпів, де вже діджеї мали з ними справу». Популярність Джексона зросла в 2002, незалежно вийшла компіляція Guess Who's Back?. Репер продовжив вибудовувати фан-базу з гуртом G-Unit, зокрема мікстейпом 50 Cent Is the Future.

### 2002—2009
У 2002 році Eminem прослухав Guess Who's Back?. CD потрапив до репера через юриста 50 Cent, котрий працював із його менеджером Полом Розенбергом. Вражений компіляцією Eminem запросив Кертіса до Лос-Анджелеса, де й познайомив його з Dr. Dre. Після укладення одномільйонного контракту 50 Cent видав мікстейп No Mercy, No Fear. До нього увійшов трек «Wanksta», що також потрапив до саундтреку фільму «Восьма миля». Менеджерами стали Ша Мані XL та Кріс Лайті з Violator Management.
У лютому 2003 50 Cent випустив першу комерційну платівку Get Rich or Die Tryin'. All Music Guide назвав її найгучнішим реп-дебютом десятиліття. Альбом одразу посів 1-шу сходинку Billboard 200 з результатом у 872 тис. копій, проданих за перші 4 дні. Головний сингл «In da Club» установив новий рекорд у Billboard, ставши найбільш прослуховуваною піснею на радіо впродовж тижня.
2003 року з допомогою Interscope Джексон заснував власний лейбл G-Unit Records. Підписантами стали Ллойд Бенкс, Тоні Єйо та Young Buck. Пізніше до компанії приєднався The Game. G-Unit Records прийшов на заміну попередньому власному лейблу Кертіса Rotten Apple Entertainment.
У березні 2005 вийшов другий альбом The Massacre, який розійшовся накладом у 1,14 млн копій і протримався на першій позиції Billboard 200 6 тижнів. Кертіс став першим сольним виконавцем, три сингли котрого одночасно перебували в топ-5 чарту Billboard («Candy Shop», «Disco Inferno», «How We Do»).

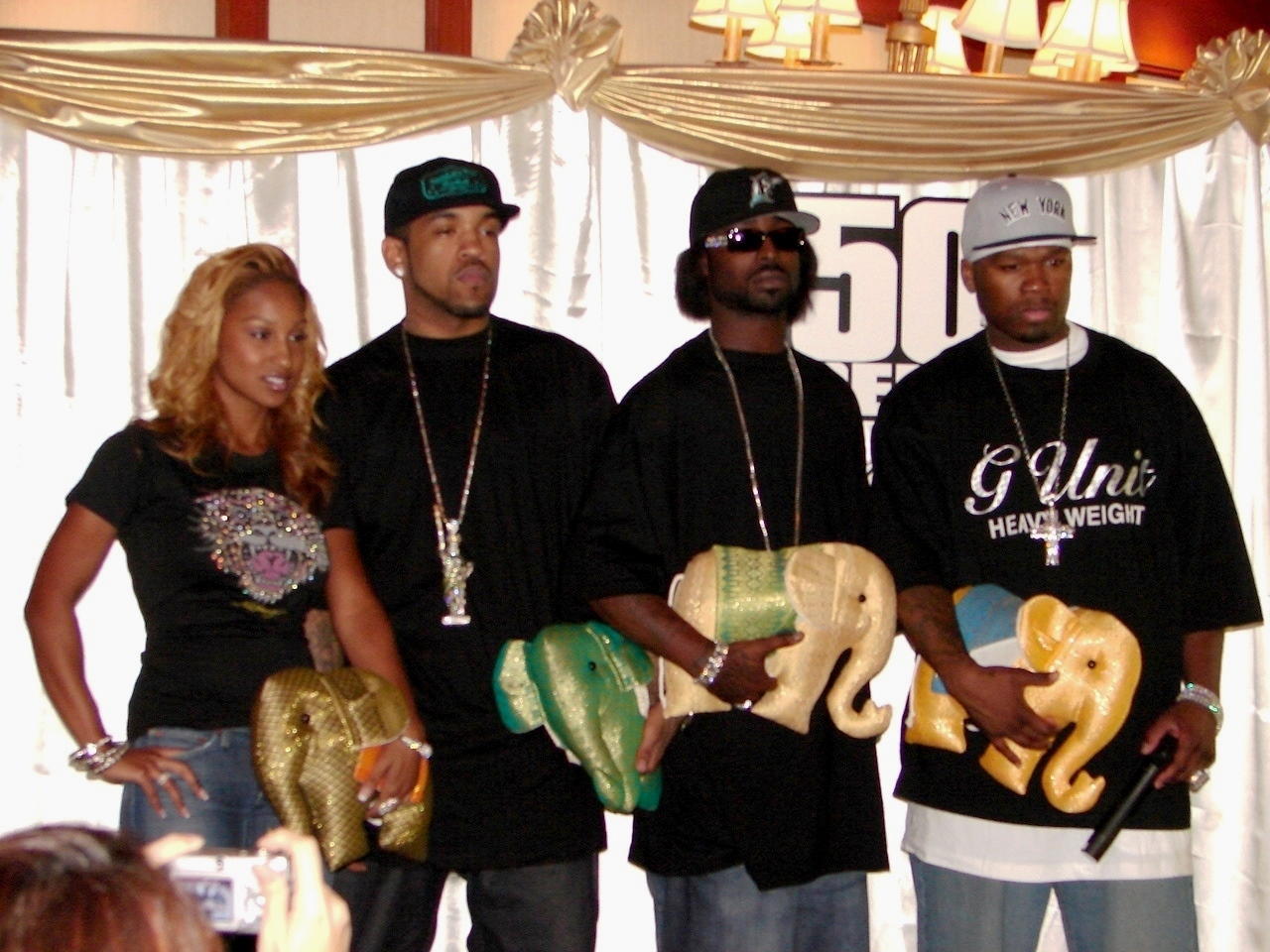
Зліва направо: Olivia, Ллойд Бенкс, Young Buck, 50 Cent у Бангкоці, Таїланд, у лютому 2006

Після того, як The Game покинув лейбл, Джексон підписав співачку Olivia, реп-ветеранів Mobb Deep, а пізніше — Spider Loc, M.O.P., 40 Glocc і Young Hot Rod. Фіфті висловив зацікавленість у співпраці з Lil ' Scrappy, LL Cool J, Mase, Freeway. У вересні 2007 репер видав третю платівку Curtis. Альбом дебютував на 2-му місці Billboard 200 (691 тис. за перший тиждень), програвши Graduation Каньє Веста, з яким Фіфті мав змагання. Обидва релізи вийшли в один день.
10 вересня 2008 на TRL виконавець підтвердив вихід четвертого альбому Before I Self Destruct у листопаді. 18 травня 2009 вийшов промо-сингл «OK, You're Right».
Восени 2009 50 Cent з'явився в новому сезоні «Behind the Music» телеканалу VH1. 3 вересня 2009 відбулась прем'єра кліпу на трек «Flight 187», що мав увійти до скасованого мікстейпу The 50th Law і зрештою став бонусом до видання Before I Self Destruct на iTunes. Зміст пісні спричинив припущення про напружені стосунки між 50 Cent і Jay-Z.

### 2010—2011: Новий альбом
В інтерв'ю британському розважальному сайту ContactMusic 50 Cent заявив про роботу над танцювальним альбомом Black Magic, навіяним європейськими нічними клубами: «Спочатку грав хіп-хоп, який раптово змінився піснями у швидкому темпі, що відомі як євроденс». Улітку 2010 він вирушив у The Invitation Tour на підтримку Before I Self Destruct і пізніше скасованої платівки Black Magic. Репер «записав 20 пісень, перш ніж відкласти їх, щоб зробити щось інше». 50 Cent розповів, новий альбом має ту ж «агресію», що й дебютний Get Rich or Die Tryin'.
Пізніше репер твітнув про готовність релізу на 80 % і сповістив, що його варто очікувати влітку 2011. Проте альбом відклали до 2012 у зв'язку з напруженими стосунками й розбіжностями з Interscope, 50 Cent анонсував вихід у листопаді 2011, разом з лінією навушників SMS by 50. Також було підтверджено відмову від назви Black Magic.
У вересні 2011 50 Cent випустив «Street King Energy Track #7», черговий трек для реклами благодійного енергетичного напою Street King. 28 вересня 2011 повідомили про зйомки кліпу на сингл «Girls Go Wild» за участі Jeremih. Відео досі не оприлюднили.

### 2012-дотепер:Animal AmbitionіStreet King Immortal
П'ятий студійний альбом Street King Immortal мав вийти 13 листопада 2012. Спершу було анонсовано дату літа 2012. Реліз переносили безліч разів через проблеми між виконавцем і лейблом. Перший сингл, «New Day» з участю Dr. Dre та Аліші Кіз, видали 27 липня 2012. 26 листопада 2012 вийшов окремок «My Life» з участю Емінема і вокаліста Maroon 5 Адама Левіна. 50 Cent назвав іншу дату виходу 26 лютого 2013. Попри це платівку досі не видали. У січні 2014 50 Cent заявив про плани видати для промоції Street King Immortal проект Animal Ambition у першому кварталі 2014, перш ніж вийде альбом.
20 лютого 2014 репер залишив Shady Records, Aftermath Entertainment та Interscope після 12-річного перебування на них. Виконавець і G-Unit Records стали підписантами Caroline Records та Capitol Records. Того ж дня він анонсував реліз п'ятого студійного альбому Animal Ambition 3 червня 2014.
30 січня 2020 року 50 Cent був нагороджений іменною зіркою на Голлівудській Алеї слави. На урочистій церемонії були присутні Eminem та Dr.Dre. Репер заявив, що "це найважливіше досягнення у його житті".

## Підприємницька діяльність
50 Cent також є успішним бізнесменом. У листопаді 2003 він підписав п'ятирічний контракт з Reebok на право розповсюджувати лінію кросівок «G-Unit Sneakers», що виходила на G-Unit Clothing Company.
Кертіс також співпрацював з компанією Glacéau, створив енергетичний напій Vitamin Water. У 2007 «Coca-Cola» викупили компанію Glacéau за $4,1 млрд. 50 Cent, який мав свою частку, отримав з цієї угоди $100 млн після сплати податків (за інформацією «Forbes»). Він об'єднався з Right Guard, щоб запустити спрей для тіла Pure 50 RGX Body Spray та лінію презервативів Magic Stick Condoms, частину коштів він планував пожертвувати на підвищення інформованості про ВІЛ. Джексон підписав багаторічний контракт зі Steiner Sports на продаж своїх пам'ятних речей.
У 2008 з'явилася кінокомпанія Cheetah Vision. На початку 2011 репер уклав угоду на $200 млн на виробництво 10 фільмів.
У липні 2011 50 Cent сповістив про ініціативу із забезпечення їжі для 1 млрд голодних в Африці до 2016. Для цього Кертіс разом з Pure Growth Partners запустили благодійний енергетичний напій Street King. 10 центів з кожної придбаної пляшечки йдуть на їжу для африканських дітей. Джексон також заснував SMS Audio. У грудні 2011 репер повідомив, що певна сума грошей з продажу навушників на внутрішньому ринку з офіційного сайту компанії піде ініціативі Feeding America, яка нагодує 250 голодних співвітчизників.
У липні 2015 подав позов про захист від банкротства через надмірні борги.

### Кар'єра промоутера боксу

#### TMT Promotions
21 липня 2012 Джексон оголосив, що він став ліцензованим промоутером боксу у своїй новій компанії TMT (скорочено від The Money Team). Репер придбав ліцензію в штаті Нью-Йорк й розпочав цей процес у Неваді, де відбувається більшість основних змагань. Джексон, у минулому сам боксер-любитель, також спрямував зусилля на пошук нових талантів. Він підписав золотого медаліста й колишнього чемпіона у напівлегкій та середній вазі Юріоркіса Ґамбоа й колишнього олімпійського медаліста Андре Діррелла. 29 липня 2012 Кертіс і його близький друг Флойд Мейвезер-молодший підписали чемпіона IBF у напівлегкій вазі, Біллі Діба. Про угоду з 50 Cent також повідомив Заб Джуда.

#### SMS Promotions
У грудні 2012 Флойд Мейвезер і Кертіс сповістили про припинення співпраці. Останній продовжив діяльність TMT Promotions у новій компанії SMS Promotions, заснованій без сприяння Флойда. Підписанти: Юріоркіс Ґамбоа, Андре Діррелл, Біллі Діб, Луїс Оліварес, Донте Стрейгорн.

### Effen Vodka
2014 року Джексон став співвласником бренду горілки Effen. Репер став просувати продукт у своїх живих виступах та соціальних мережах.

## Особисте життя
13 жовтня 1997 тодішня дівчина репера, Шаніква Томпкінс, народила сина Маркіза. Це вплинуло на його погляди на життя: «Коли син з'явився на світ, мої пріоритети змінилися, я хотів би мати стосунки, яких я не мав зі своїм батьком». Маркіз став «мотивацією піти в іншому напрямку». У січні 2014 Фіфті вперше представив публіці свого другого сина Саєра (на той час 16-місячного). Матір: модель Дефні Джой.
У 2007 Джексон був другим найбагатшим виконавцем у реп-індустрії після Jay-Z. Кертіс проживає в Фармінгтоні, штат Коннектикут, у колишньому маєтку екс-боксера Майка Тайсона. У 2011 Джексон зайняв 5-ту позицію у списку найбагатших американських хіп-хоп виконавців з вартістю в $100 млн. У 2013 його майно оцінили в $260 млн.
50 Cent виставив маєток на продаж (запропонована ціна: $18,5 млн), щоб бути ближчим до сина, який живе в Лонґ-Айленді з матір'ю. 12 жовтня 2007 міський голова Бріджпорту, штат Коннектикут, оголосив «День 50 Cent Кертіса Джексона». Йому вручили ключ від міста.
Один з його будинків у Нью-Йорці, придбаний у січні 2007 за $2,4 млн, опинився в центрі судового процесу між Джексоном та колишньою дівчиною Шаніквою Томпкінс. 30 травня 2008 він загорівся, у той час, коли репер знімав фільм у Луїзіані, а Шаніква з Маркізом перебувала в будинку.
У грудні 2008 50 Cent сповістив канадській пресі, він постраждав від рецесії, втративши кілька мільйонів доларів на фондовому ринку як інвестор. Він також повідомив, що йому не вдалося продати маєток у Коннектикуті, Кертіс також переніс реліз Before I Self Destruct через економічний спад.
Уночі 25 червня 2012 Джексон постраждав в автокатастрофі у Нью-Йорці на Лонґ-Айленд Експрессвей. О 23:18 Mack Trucks врізався ззаду у куленепробивний SUV Кертіса, який ледь не перевернувся. Джексон отримав легкі ушкодження, через кілька годин репер покинув лікарню. Його водія також шпиталізували.

## Політичні погляди
У 2005 висловив підтримку президенту Джорджу Бушу після того, як Каньє Вест розкритикував його за повільне реагування на надання допомоги жертвам урагану Катріна. За словами Кертіса, якби його судимість не завадила йому голосувати, то він обрав би Буша. Пізніше заявив, що Буш має талант, будучи менш співчутливим за просту людину, й заперечив бажання бути схожим на нього. У вересні 2007 сказав журналу Тайм, що він не підтримує жодного кандидата на 2008, але йому «подобається Гілларі», маючи на увазі кандидата від демократів Гілларі Клінтон. 6 місяців потому розповів MTV News, що він змінив думку на користь Барака Обами, почувши його промови. Разом з тим він не цікавиться політикою. На запитання про схвалення президентом одностатевих шлюбів 9 травня 2012 50 Cent відповів: «Я за це».

## Проблеми із законом
29 червня 1994 Джексона заарештували за допомогу у продажу 4 флаконів кокаїну переодягненому співробітнику поліції. Три тижні потому копи обшукали його будинок, знайшли героїн, 10 унцій креку, стартовий пістолет і знову затримали Кертіса. Його засудили до 3-9 років, проте репер провів лише 6 місяців у виправній установі для неповнолітніх, де отримав атестат про середню освіту. Джексон сказав, що він не вживав кокаїн, а тільки продавав.
Колишня дівчина, Шаніква Томпкінс, подала позов на Джексона у розмірі $50 млн з 15 вимогами, стверджуючи, що той пообіцяв піклуватися про неї все життя; суддя закрив справу, назвавши її «казкою про нещасливе втрачене кохання».
1 січня 2003 заарештували 50 Cent і 4 осіб з його оточення. За повідомленнями, поліція знайшла 2 пістолети в автівці, припаркованій біля нічного клубу у Мангеттені. Репера, 27 років на той час, затримали приблизно о 2 ранку й звинуватили за двома статтями за незаконне володіння зброєю. Поліція обшукала транспортний засіб через тоновані вікна. Знайшли пістолети калібрів 25 та 45.
22 липня 2005 Кертісу присудили 2 роки випробувального терміну за інцидент у травні 2004, коли він стрибнув в аудиторію після удару пляшкою води. Реперу пред'явили звинувачення за 3 випадки нападу й побиття.
8 вересня 2006 Джексона зупинили за кермом срібного Lamborghini на Таймс-сквер. Він отримав штраф за водіння незареєстрованого автомобіля без страхування з простроченою ліцензією, небезпечну зміну смуги руху. Відео із затриманням потрапило до мережі.
5 серпня 2013 суд округу Лос-Анджелес визнав 50 Cent невинним за звинуваченнями в 1 випадку домашнього насильства та 4 вандалізму. Кертісу загрожувало максимум 5 років і $46 тис. доларів штрафів. Модель-акторка Дефні Джой заявила про побиття ногами, пограбування спальні під час сварки в її квартирі у районі Толука-Лейк, Лос-Анджелес, 23 червня. Органи влади повідомили про ймовірну шкоду майну розміром у $7,1 тис. і що Фіфті покинув місце до приїзду поліції.

## Позови
21 липня 2007 Джексон подав позов в $1 млн проти компанії Traffix Inc. з Перл-Рівер, Нью-Йорк, за використання його образу в рекламі, що загрожувала його безпеці. Репер дізнався про інтернет-рекламу після того, як один з працівників побачив це на MySpace-сторінці. Згідно з судовими документами, вона містила анімоване зображення виконавця й повідомлення «Стріляй у репера й ґарантовано виграй $5000 чи 5 ринґтонів». У рекламі не використано його ім'я, однак зображення нагадувало його, вселяло думку ніби він схвалив продукт. У позові це названо «мерзенним, позбавленим смаку й презирливим» використанням образу 50 Cent, що «буквально закликає до насильства проти нього». Позов вимагав точно визначених штрафних збитків і безстрокову судову заборону на використання його зображення без дозволу.
У листопаді 2009 50 Cent виграв позов проти Taco Bell, мережа ресторанів швидкого харчування використовувала його ім'я для просування бренду без дозволу.

## Дискографія
Студійні альбоми
- Get Rich or Die Tryin' (2003)
- The Massacre (2005)
- Curtis (2007)
- Before I Self Destruct (2009)
- Animal Ambition (2014)

Спільно з G-Unit
- Beg for Mercy (2003)
- T·O·S (Terminate on Sight) (2008)